# 瑟克爾城 (亞利桑那州)
瑟克爾城（英語：Circle City）是位於美國亞利桑那州馬里科帕縣的一個非建制地區。該地的面積和人口皆未知。

## 地理
瑟克爾城的座標為33°48′57″N 112°34′49″W / 33.81583°N 112.58028°W，而該地的平均海拔高度為568米（即1854英尺）。